# Lijst van antieke bouwwerken in Athene
Dit is een lijst van antieke bouwwerken in Athene. De in de lijst opgenomen bouwwerken dateren van de 6e eeuw v.Chr. (de archaïsche periode) tot het einde van de Romeinse tijd (5e eeuw n.Chr.). Een aantal bouwwerken is goed bewaard, van sommige zijn slechts schaarse resten over en andere zijn alleen bekend uit beschrijvingen uit de Oudheid. Een belangrijke bron voor onze kennis van het oude Athene is de beschrijving die Pausanias in de tweede eeuw n.Chr. maakte.

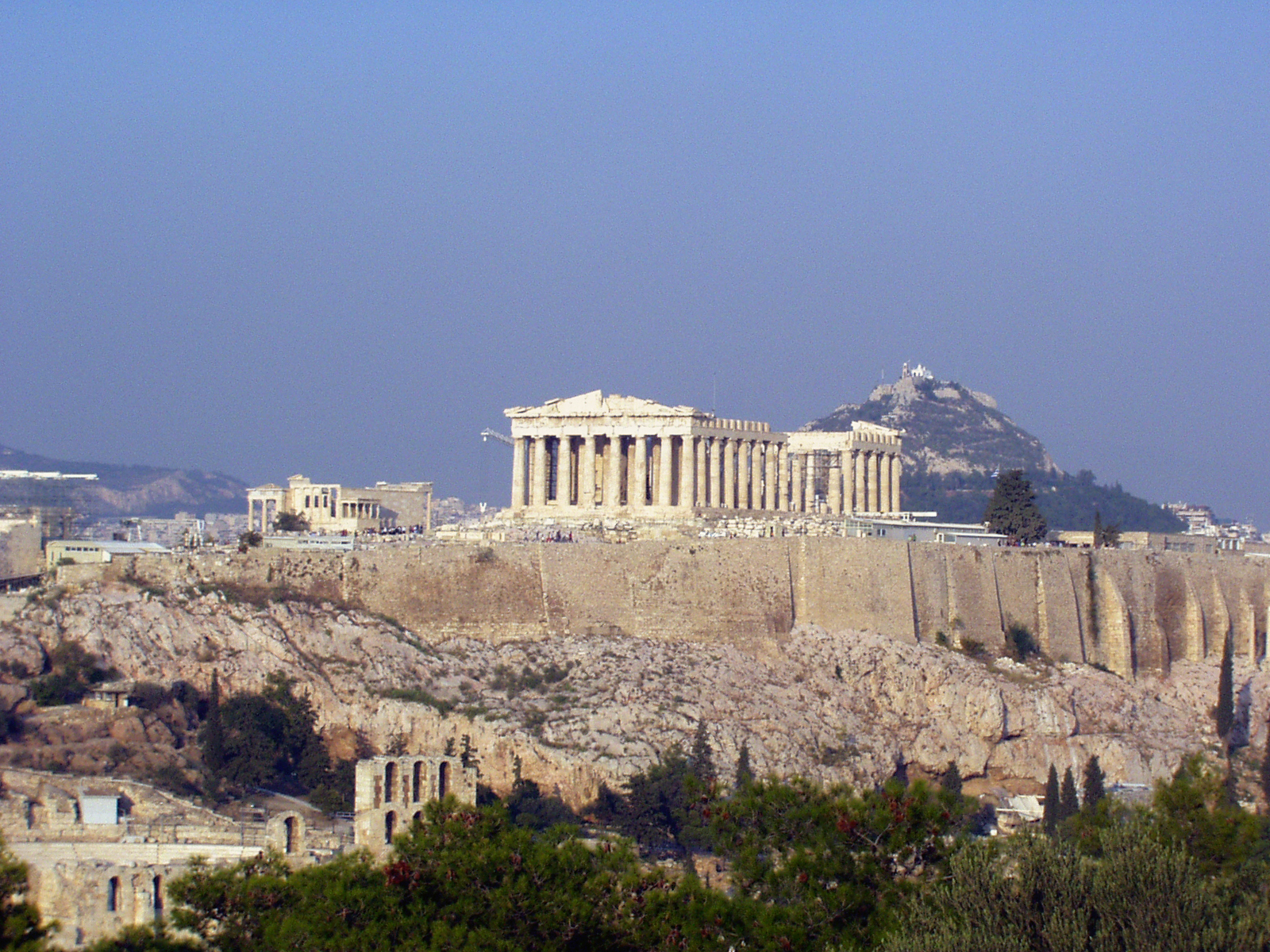
De Akropolis van Athene met het Erechtheion en het Parthenon

## Godsdienst

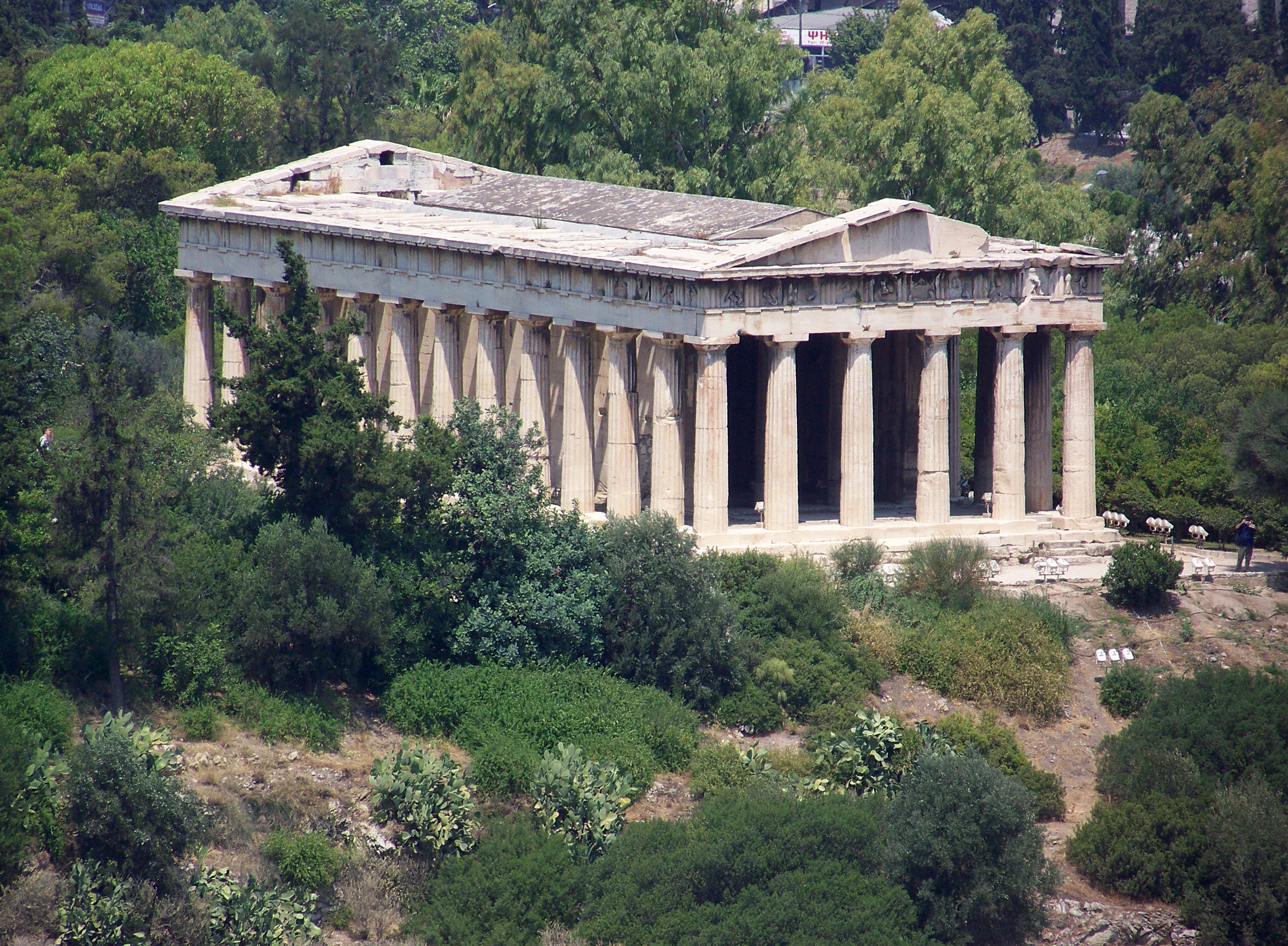
De Hephaistostempel

### Tempel
- Agora
  - Tempel van Apollo Patroös
  - Heiligdom van Aphrodite Ourania
  - Tempel van Ares
  - Tempel van Hephaistos

- Akropolis
  - Erechtheion
  - Heiligdom van Artemis Brauronia
  - Heiligdom van Pandion
  - Heiligdom van Zeus Polieus
  - Nikè-tempel
  - Oude Athenatempel
  - Pandroseion
  - Parthenon
  - Tempel van Roma en Augustus
  - Dionysustheater

- Elders in Athene
  - Aglaureion
  - Asklepieion
  - Eleusinion
  - Tempel van Dionysos
  - Tempel van Fortuna
  - Tempel van de Olympische Zeus

### Altaar
- Altaar van Athena Polias
- Altaar van de twaalf goden

### Godenbeeld
- Athena Promachos

### Godsdienst overig
- Arrephorion
- Chalkotheke
- Pompeion

## Ontmoetingsplaatsen

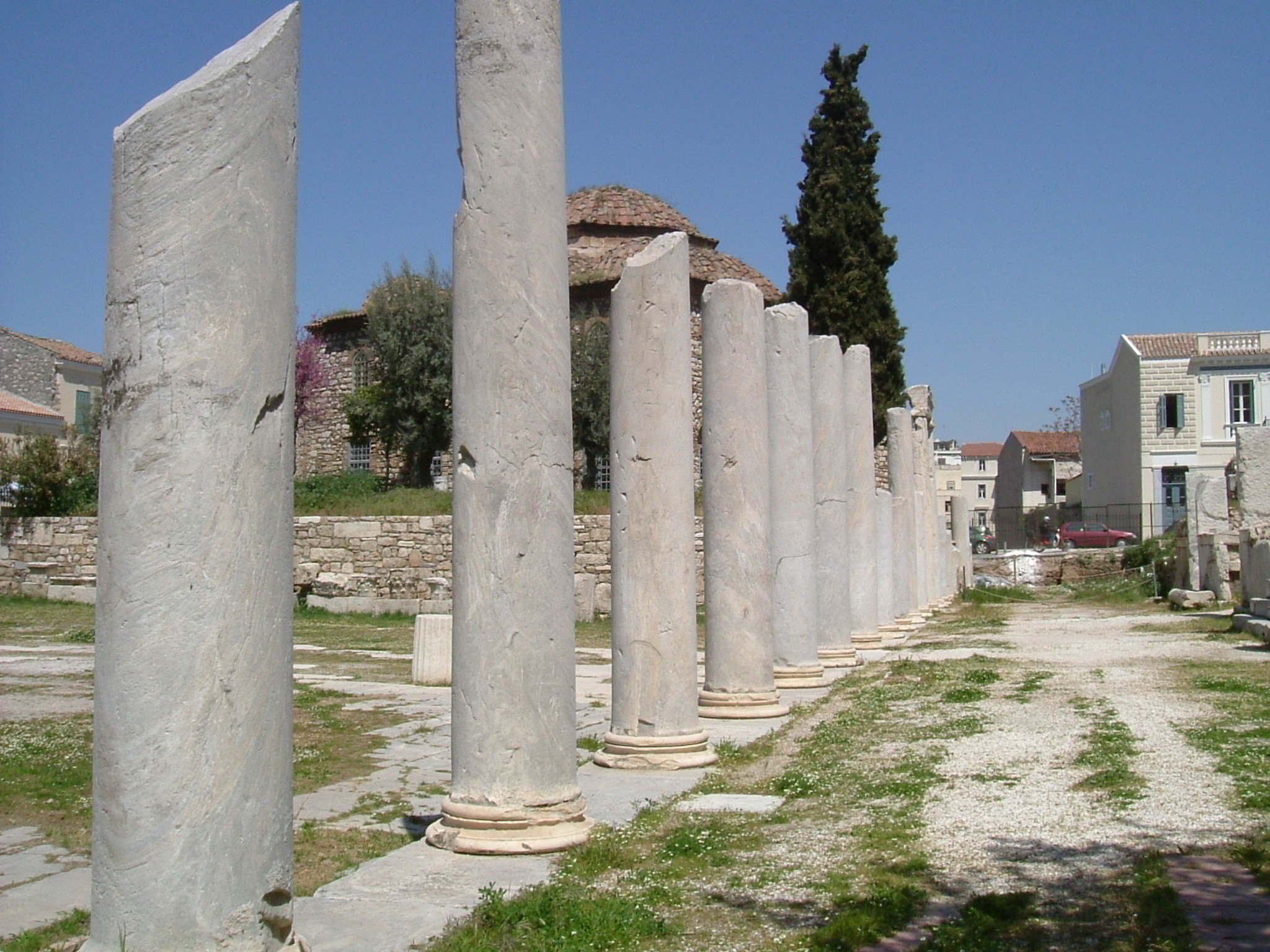
Zuilengalerij op de Romeinse Agora

### Agora
- Agora van Athene
- Romeinse Agora

### Stoa
- Middenstoa
- Stoa van Attalus
- Stoa Basileios
- Stoa van Eumenes
- Stoa van de Hermen
- Stoa Poikile
- Stoa van Zeus Eleutherios
- Zuidstoa

## Economie
- Monopteros
- Munt

## Politiek en rechtspraak
- Areopagus
- Bouleuterion
- Heliaia
- Metroön
- Pnyx
- Prytaneion
- Strategeion

## Monument

### Choregisch monument
- Monument van Lysicrates
- Monument van Nikias
- Monument van Thrasyllos

### Grafmonument

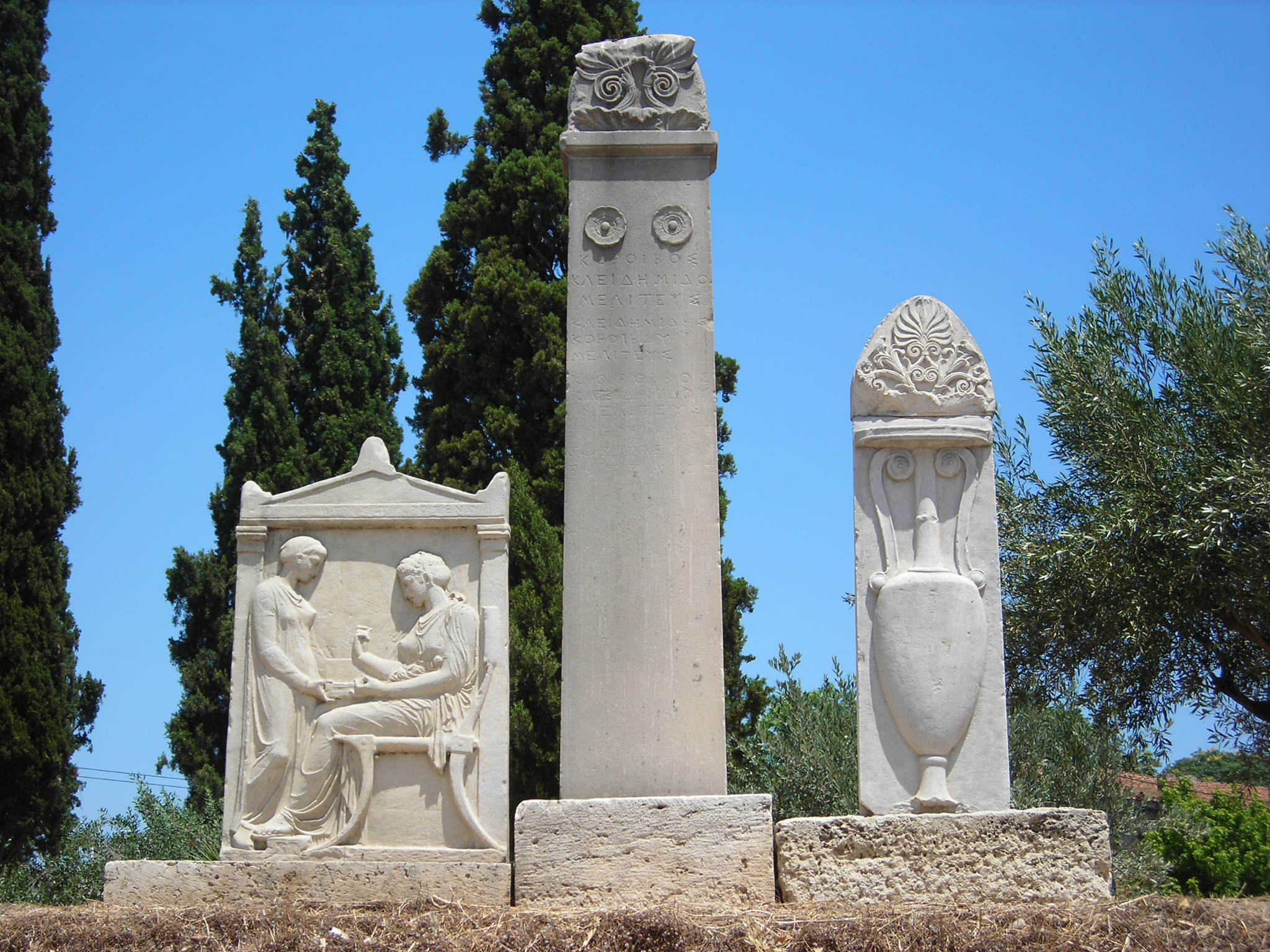
Grafsteles op de Kerameikosbegraafplaats

- Kerameikosbegraafplaats
- Philopapposmonument

### Monument overig
- Monument van de eponieme helden
- Poort van Hadrianus
- Propyleeën
- Toren van de winden

## Cultuur

### Theater
- Dionysustheater

### Odeion
- Odeion van Agrippa
- Odeion van Herodes Atticus
- Odeion van Perikles

### Gymnasion
- Academia
- Cynosarges
- Diogeneion
- Lykeion

### Bibliotheek
- Bibliotheek van Hadrianus
- Bibliotheek van Pantainos

### Cultuur overig
- Pinakotheek
- Panathenaeïsche stadion

## Infrastructuur

### Muur
- Diateichisma
- Lange Muren
- Muur van Themistocles

### Poort
- Dipylonpoort
- Heilige poort
- Poort van Athena Archegetis

### Watervoorziening
- Aquaduct van Peisistratos
- Enneacrounos

### Weg
- Panathenaeïsche weg
- Straat van de drievoeten